# 1830 год в литературе

## События
- 1 января выходит первый номер «Литературной газеты», основанной А. А. Дельвигом при участии А. С. Пушкина и П. А. Вяземского (выходила до 30 июня 1831 года).
- Н. В. Гоголь начинает работу над историческим романом «Гетьман» (не окончен, отрывок опубликован в «Северных цветах на 1831 год»).

## Книги
- «Вечер накануне Ивана Купала» — повесть Николая Гоголя (первая публикация в журнале «Отечественные записки», без подписи автора).
- «Гогенштауфены» — пьеса немецкого драматурга Христиана Дитриха Граббе.
- «Домик в Коломне» — поэма Александра Пушкина.
- «История села Горюхина» — повесть Александра Пушкина.
- «Каменный гость» — пьеса Александра Пушкина.
- «Красное и чёрное» — роман Стендаля.
- «Майская ночь, или Утопленница» — повесть Николая Гоголя.
- «Моцарт и Сальери» — пьеса Александра Пушкина.
- «Партия в трик-трак» (La partie de tric-trac) — новелла Проспера Мериме.
- «Пир во время чумы» — пьеса Александра Пушкина.
- «Повести покойного Ивана Петровича Белкина» — цикл повестей Александра Пушкина.
- «Сказка о попе и о работнике его Балде» — сказка Александра Пушкина.
- «Скупой рыцарь» — пьеса Александра Пушкина.
- «Тазит» — поэма Александра Пушкина.
- «Этрусская ваза» (Le vase étrusque) — новелла Проспера Мериме.

## Родились
- 5 февраля — Пьер Фере, французский духовный писатель (умер в 1911).
- 15 марта — Пауль Хейзе, немецкий писатель (умер в 1914).
- 6 апреля — Эжен Рамбер, швейцарский писатель, поэт, литературный критик (умер в 1886).
- 11 (23) апреля — Владимир Михайлович Жемчужников, русский поэт и публицист (умер в 1884).
- 26 апреля — Пётр Иванович Капнист, русский писатель, драматург, поэт (умер в 1898).
- 1 мая — Гвидо Гезелле — фламандский поэт и филолог (умер в 1899).
- 2 (14) июня — Николай Степанович Курочкин, русский поэт, переводчик, публицист (умер в 1884).
- 10 июня — Мухаммад Хусейн Азад, индийский поэт, писатель, литературный критик (умер в 1910).
- 20 августа — Луис Эгилас, испанский писатель и драматург (умер в 1874).
- 18 сентября — Михаил Васильевич Загоскин, русский прозаик и журналист (умер в 1904).
- 10 декабря — Эмили Дикинсон, американская поэтесса (умерла в 1886).

## Скончались
- 4 января — Матвей Петрович Глазунов, московский купец, основатель старейшей в Российской империи книжной фирмы (род. 1757).
- 27 января — Извекова, Мария Евграфовна, русская писательница  (род. в 1879).
- 17 марта – Жан Батист Раде, французский драматург.
- 12 мая — Дионизас Пошка, литовский поэт и собиратель древностей (родился в 1757).
- 12 июня — Джан-Франческо Напионе-де-Кокконато, итальский писатель (родился в 1748).
- 1 сентября — Василий Львович Пушкин, русский поэт, дядя Александра Сергеевича Пушкина (родился в 1770).
- 21 сентября — Багратиони, Григол, грузинский поэт и автор воспоминаний (род. в 1879).
- 5 октября — Динику Голеску, румынский писатель, (родился в 1777).
- 31 декабря — Графиня де Жанлис, французская писательница (родилась в 1746).